# Rozsnyói egyházmegye

Szlovákia egyházmegyéi 2008-tól

A Rozsnyói egyházmegye (szlovákul: Rožňavská diecéza, latinul: Dioecesis Rosnaviensis) a latin rítusú katolikus egyházhoz tartozó egyházmegye Szlovákiában. Az egyházmegyét 1776. március 13-án hozta létre Mária Terézia javaslatára VI. Piusz pápa a Romanus Pontifex bullájával. 1982-ben a Magyarországon maradt egykori területeit az Egri főegyházmegye kapta meg. Kiterjedése 2008-ig 7 000 km² és 91 plébániája van. A Kassai főegyházmegye szuffragán egyházmegyéje. 2008-ban az egyházmegyéhez csatolták a breznóbányai espereskerületet is.
Az egyházmegye püspöki székesegyháza a rozsnyói Mária Mennybevétele templom. Az egyházmegye védőszentje Nepomuki Szent János.

## Szervezet

### Az egyházmegyében szolgálatot teljesítő püspökök
- Stanislav Stolárik 2015. március 21-én nevezte ki Ferenc pápa rozsnyói püspökké[1]
- Vladimír Filo, ideiglenes megyés püspök (segédpüspökké kinevezve 2002. november 23-án, megyés püspök 2008. december 27.)
- Eduard Kojnok, nyugalmazott püspök (kinevezve 1990. február 14-én nyugalmazva 2008. december 27.)

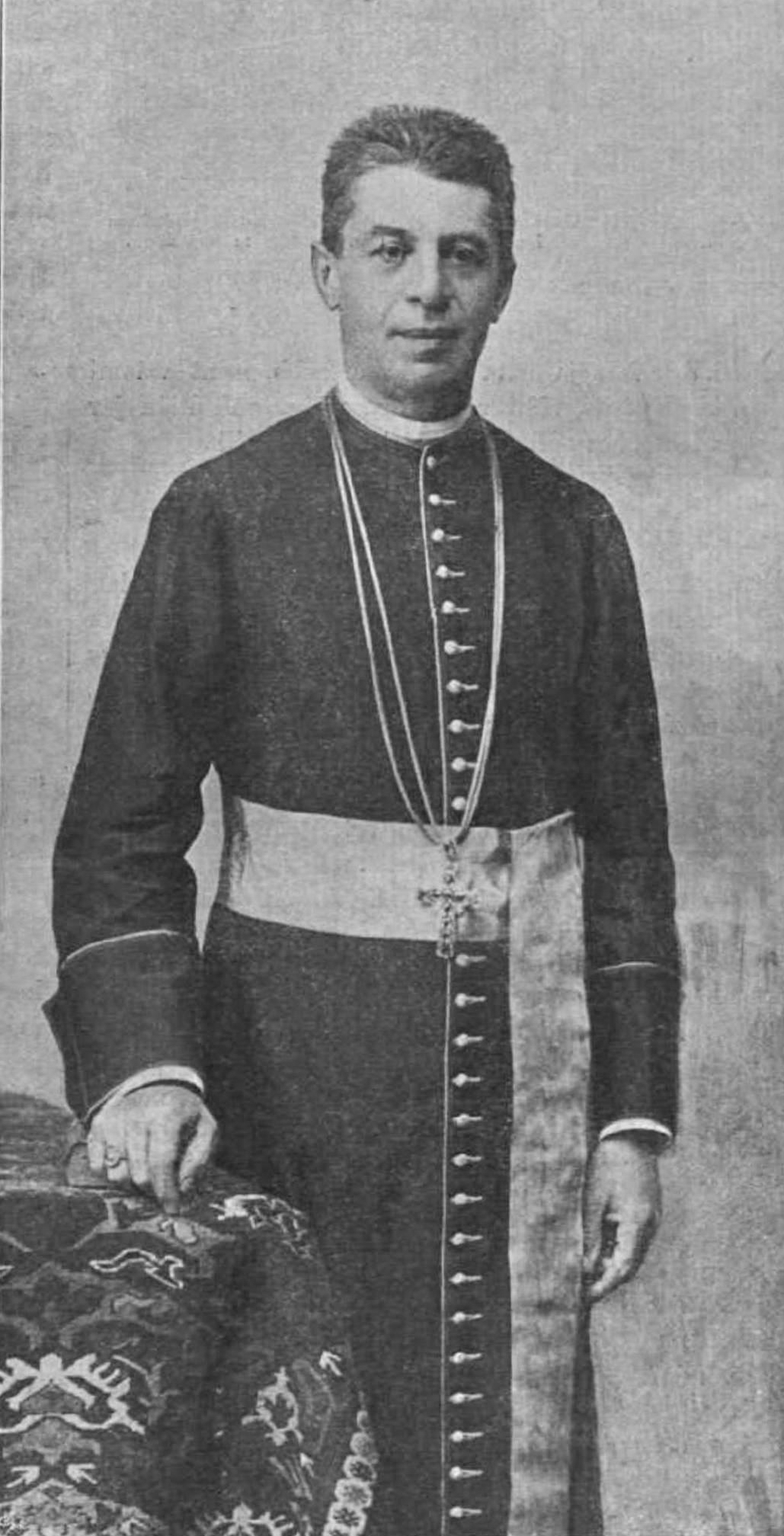
Ivánkovics János

### Területi beosztás

A rozsnyói egyházmegye espereskerületei 2008-ig

Espereskerületek:
Espereskerület – Központja:
- Breznóbánya - Breznóbánya
- Garam – Garamszécs
- Jászó – Jászó
- Kishont – Guszona
- Murány – Murányalja
- Nógrád – Gácsfalu
- Rozsnyó – Rozsnyó
- Szepes – Korompa
- Torna – Torna

## Statisztika
| Év   | Lakosság | Katolikusok | Katolikusok aránya | Plébániák | Egyházmegyés papok | Szerzetes papok | Papok együtt | Szerzetesek | Szerzetes-nővérek |
| ---- | -------- | ----------- | ------------------ | --------- | ------------------ | --------------- | ------------ | ----------- | ----------------- |
| 1949 | 313 695  | 167 338     | 53,3%              | 88        | 115                | 21              | 136          | 28          | 192               |
| 1969 | 331 174  | 206 924     | 62,5%              | 81        | 81                 | 8               | 89           | 8           | 173               |
| 1980 | 356 905  | 205 744     | 57,6%              | 87        | 74                 | 12              | 86           | 12          | 138               |
| 1990 | 328 144  | 183 533     | 55,9%              | 87        | 79                 | 10              | 89           | 10          | 80                |
| 2000 | 341 100  | 172 950     | 50,7%              | 93        | 94                 | 37              | 131          | 56          | 138               |
| 2002 | 350 981  | 197 737     | 56,3%              | 94        | 82                 | 40              | 122          | 64          | 121               |

## Szomszédos egyházmegyék
- Besztercebányai egyházmegye (nyugat)
- Szepesi egyházmegye (északkelet)
- Kassai főegyházmegye (kelet)
- Egri főegyházmegye (dél)